# Теория на тирбушона
Теорията на тирбушона е хипотеза, опитваща се да обясни строежа на Земята и промените в климата.
Към юли 2006 г. подробности за нея не са публикувани и тя е известна само от няколко интервюта и статии в български вестници на нейните автори д-р Рангел Гюров, хидрогеолог от Нов български университет, и ст.н. с. д-р Бойко Рангелов, геофизик от Геофизичния институт на Българската академия на науките.
Теорията е публикувана през 2007 г. от Руската академия на науките и Московския държавен университет в монографията „Ротационни процеси в геологията и физиката“. 
Теорията на тирбушона разширява теорията за тектонските плочи, чрез която в класическата наука се анализират земните движения, земетресения и метаморфози. В основата ѝ е аналогия между движенията в земната кора и в атмосферата. Името на теорията идва от въртеливото движение, което според авторите се наблюдава на определени области от земната повърхност. Според Рангел Гюров геоложките процеси водят до промяна в наклона на оста на Земята, което предизвиква промени в климата, което се предполага в теорията е и свързано с фазите на Луната
След Пернишкото земетресение от 2012, Гюров предсказва земетресение на 18 юни 2012, което не се случва.

## Отзиви
Академик проф. д-р Стойчо Панчев определя теорията като ненаучна и нарича нейните автори „псевдоучени, които жонглират умело с научна фразеология“.